# Поли Перет
Поли Перет (енгл. Pauley Perrette; Нови Орлеанс, 27. март 1969) америчка је филмска, позоришна и телевизијска глумица.
Перетова је најпознатија по улози техничарке Еби Шуто у серији Морнарички истражитељи.